# Hadena polymita
Hadena polymita är en fjärilsart som beskrevs av Jacob Hübner 1827. Hadena polymita ingår i släktet Hadena och familjen nattflyn. Inga underarter finns listade i Catalogue of Life.